# Mały Manhattan
Mały Manhattan (tytuł oryginału: Little Manhattan) – film komediowy produkcji amerykańskiej z 2005 roku.
Rzecz ma miejsce na nowojorskim Manhattanie. Film przedstawia losy dziesięcioletniego chłopca, z góry pesymistycznie nastawionego do płci przeciwnej. Los chciał, iż uczęszcza na zajęcia karate z koleżanką, którą zna z przedszkola, i tak Gabe z czasem zaczyna zauważać, że zakochuje się w Rosemary.

## Obsada
- Josh Hutcherson – Gabe Burton
- Charlie Ray – Rosemary Telesco
- Bradley Whitford – Adam Burton
- Cynthia Nixon – Leslie
- Willie Garson – Ralph
- Tonye Patano – Birdie
- J. Kyle Manzay – Mistrz Coles
- Anthony Laflamme – Tim Staples
- Michael Chaturantabut – on sam
- Leigha Nicoloro – Mae-Li
- John Dossett – Mickey Telesco
- Josh Pais – Ronny
- Ray Robertson – Sprzedawca uliczny
- Juliette Nicoloro – Mae-Li
- Talia Balsam – Jackie Telesco
- Jonah Meyerson – on sam
- Loston Harris – on sam
- Nick Cubbler – Daryl Kitzens
- Paul Borghese – Rzeźnik
- Brian W. Aguiar – Jacob
- Doug Wright – Isaac
- Neil Jay Shastri – David Betanahu
- Olga Pavlova – Lina
- Lynn Chen – Dziewczyna na ulicy
- Shane Rhoades – Młody Adam
- Caitlin McColl – Młoda Leslie
- Robert Belk – Młody Gabe
- Franny Flackett-Levin – Młoda Rosemary
- Aaron Grady Shaw – Chłopak z drugiej klasy
- Christopher Wynkoop – Minister
- Jacob Levine – Inny chłopak
- Marsha Dietlein – Matka na przyjęciu
- Timothy Adams – Kowboj z telewizji
- Jess Weixler – Kowbojka z telewizji
- Sal Dargio – Fryzjer
- George Riddle – Frank
- Calvin Brown – Staruszek na ulicy
- Hasani Houston – Wymiotujący chłopak
- Connor Hutcherson – Wymiotujący chłopak
- Alex Trebek – on sam
- Austin Majors – Chłopak